# لامونت ستيفنسون
لامونت ستيفنسون (بالإنجليزية: Lamont Stephenson)‏ (من مواليد 3 أبريل 1975) هو أحد الهاربين الأمريكيين من أصل أفريقي الذي تمت إضافته إلى قائمة قائمة العشرة الأكثر طلبا لمكتب التحقيقات الفدرالي في 11 أكتوبر 2018. كان مطلوبًا لقتله خطيبته، أولغا ديجسوس، في 17 أكتوبر 2014 في نيوارك، نيو جيرسي.
كان ستيفنسون هو الرقم الهارب 521 الذي سيتم إدراجه في قائمة الهاربين العشرة المطلوبين لدى مكتب التحقيقات الفيدرالي. تم القبض عليه في ماريلاند في 7 مارس 2019 ، بينما حققت السلطات في سيارة مشبوهة. تقول الشرطة إنه مطلوب أيضًا في جريمة قتل ثانية ارتكبت في 6 مارس 2019.